# Sahé
Sahé è un arrondissement del Benin situato nella città di Abgangnizoun (dipartimento di Zou) con 6.433 abitanti (dato 2006).